# Majiadian Zhen
Majiadian Zhen (kinesiska: 马家店镇) är en köping i Kina. Den ligger i provinsen Liaoning, i den nordöstra delen av landet, omkring 210 kilometer söder om provinshuvudstaden Shenyang. Antalet invånare är 25999. Befolkningen består av 12 803 kvinnor och 13 196 män. Barn under 15 år utgör 12,0 %, vuxna 15-64 år 75 %, och äldre över 65 år 11,0 %.
Genomsnittlig årsnederbörd är 1 362 millimeter. Den regnigaste månaden är juli, med i genomsnitt 518 mm nederbörd, och den torraste är januari, med 11 mm nederbörd.